# Aimone II di Borbone
Aimone II di Borbone detto il Vaire-Vache (... – 1120 circa) fu signore di Borbone dal 1096 fino alla sua morte.

## Origine
Aimone, secondo il documento n° XIV dei Fragments du cartulaire de La Chapelle-Aude è il figlio del Signore di Borbone, Arcimbaldo IV e della moglie, Beliarda, di cui non si conoscono gli ascendenti, come risulta dal documento n° XVII delle Preuves de l'Etude sur la chronologie des sires de Bourbon, Xe-XIIIe siecles, con data imprecisata, in cui Arcimbaldo, figlio di Arcimbaldo III che fece costruire la chiesa di Montet (Archimbaldus, illius Archimbaldi filius qui ecclesiam de Monticulo construxit) e di Beltrude (filius Bderrud) fece una donazione.
Arcimbaldo IV di Borbone, sia secondo il documento n°1E del Titres de la maison ducale de Bourbon, tome premier, che secondo il documento n° XVI delle Preuves de l'Etude sur la chronologie des sires de Bourbon, Xe-XIIIe siecles è il figlio del Signore di Borbone, Arcimbaldo III e della moglie, Beltrude, di cui non si conoscono gli ascendenti, come risulta dal documento n° XVII delle Preuves de l'Etude sur la chronologie des sires de Bourbon, Xe-XIIIe siecles, con data imprecisata, in cui Arcimbaldo, figlio di Arcimbaldo III che fece costruire la chiesa di Montet (Archimbaldus, illius Archimbaldi filius qui ecclesiam de Monticulo construxit) e di Beltrude (filius Bderrud) fece una donazione.

## Biografia
Aimone viene citato assieme ai fratelli e alla madre, nel documento n° XVII delle Preuves de l'Etude sur la chronologie des sires de Bourbon, Xe-XIIIe siecles, in cui, in una data imprecisata, suo padre, Arcimbaldo IV, fece una donazione, con l'approvazione dei figli, Arcimbaldo, Pietro e Aimone, e della moglie, Beliarda (omnia filiis suis, videlicet Archimbaldo et Petro de Blot et Aimone, et Beliarde uxore sua) e controfirmato tra gli altri anche dal genero, Amelio di Chambon (Amelii Cambo qui filiam ipsius Archimbaldi habebat).
Suo padre, Arcimbaldo IV, morì il 22 settembre 1095, e suo fratello primogenito, Arcimbaldo il Pio gli succedette, come Arcimbaldo V di Borbone, senza poter mettere fine alle incomprensioni coi monaci di Souvigny e di conseguenza anche con quelli di Cluny, ma dopo la sua morte fu suo fratello, Arcimbaldo V, che prese parte all'assemblea che doveva porre termine alle incomprensioni, tenuta a Souvigny, tra la fine del 1095 ed il 1096, alla presenza di papa Urbano II, che, nel novembre 1095, era stato al Concilio di Clermont.
La morte colse Arcimbaldo V, prima di poter portare a termine la missione di pacificazione, nel 1096 circa, e gli succedette il figlio, Arcimbaldo il Pupillo, ancora minorenne, sotto tutela dello zio, Aimone.
La madre di Arcimbaldo il Pupillo, che dopo essere rimasta vedova, secondo la Vita Ludovici Grossi Regi, si era risposata, in seconde nozze, con Alardo Guillebaldi, assieme al marito, cercò senza successo di impedire che, Aimone II, deponendo Arcimbaldo VI, divenisse Signore di Borbone; allora fu richiesto l'intervento del re di Francia, Luigi VI, che sconfisse Aimone II, obbligandolo a governare assieme al nipote, Arcimbaldo VI.
Nel frattempo Aimone, portò a termine la pacificazione con i monaci di Souvigny e di Cluny, e, nel 1099, dovette combattere contro Guglielmo I, conte d'Auxerre, di Tonnerre e di Nevers, per ottenere ciò che spettava alla moglie, nipote di Guglielmo I.
Sempre in quel periodo, secondo il documento 1K dei Titres de la maison ducale de Bourbon, tome premier, Aimone col consenso della moglie e del figlio, Arcimbaldo fece una donazione ai monaci di Montcenis.
Arcimbaldo VI morì nel 1116, senza eredi, per cui Aimone II continuò a governare da solo.
Secondo gli Etude sur la chronologie des sires de Bourbon, Xe-XIIIe siecles, anche Aimone morì in quella data.
Vi sono però due documenti dei Titres de la maison ducale de Bourbon, tome premier, del 1120 circa, in cui Aimone viene citato: il n° 3, in cui Aimone vende un bosco, ed il n° 4, in cui Aimone , col consenso della moglie, cede l'usufrutto di un bosco alla chiesa di Montet, per cui, pur non conoscendo l'anno esatto della morte di Aimone, si può ritenere che sia avvenuta nel 1120 circa. Ad Aimone succedette il figlio primogenito Arcimbaldo, come Arcimbaldo VII.

## Matrimonio e discendenza
Aimone, secondo la Origine et Historia Brevi Nivernensium Comitum, aveva sposato Lucia o Aldesinda, figlia di Guglielmo, conte associato di Tonnerre.
Aimone da Lucia o Aldesinda ebbe tre figli:
- Arcimbaldo ( ? - † 1171), Signore di Borbone[17];
- Guglielmo, signore di Montluçon
- una figlia, che sposò Arcimbaldo Signore di Saint-Gérant.

## Ascendenza
|                           |   |            | Genitori |  |  | Nonni |  |  | Bisnonni                 |  |  | Trisnonni               |  |
|                           |   |            |          |  |  |       |  |  | Arcimbaldo II di Borbone |  |  | Arcimbaldo I di Borbone |  |
|                           |   |            |          |  |  |       |  |  | Arcimbaldo II di Borbone |  |  | Arcimbaldo I di Borbone |  |
|                           |   | Rotgarda   |          |  |  |       |  |  | Arcimbaldo II di Borbone |  |  |                         |  |
| Arcimbaldo III di Borbone |   |            |          |  |  |       |  |  | Arcimbaldo II di Borbone |  |  |                         |  |
|                           |   | Ermengarda | …        |  |  |       |  |  |                          |  |  |                         |  |
|                           |   | Ermengarda | …        |  |  |       |  |  |                          |  |  |                         |  |
|                           |   | Ermengarda | …        |  |  |       |  |  |                          |  |  |                         |  |
| Arcimbaldo IV di Borbone  |   | Ermengarda |          |  |  |       |  |  |                          |  |  |                         |  |
|                           |   | …          | …        |  |  |       |  |  |                          |  |  |                         |  |
|                           |   | …          | …        |  |  |       |  |  |                          |  |  |                         |  |
|                           |   | …          | …        |  |  |       |  |  |                          |  |  |                         |  |
| Beltrude                  |   | …          |          |  |  |       |  |  |                          |  |  |                         |  |
|                           |   | …          | …        |  |  |       |  |  |                          |  |  |                         |  |
|                           |   | …          | …        |  |  |       |  |  |                          |  |  |                         |  |
|                           |   | …          | …        |  |  |       |  |  |                          |  |  |                         |  |
| Aimone II di Borbone      |   | …          |          |  |  |       |  |  |                          |  |  |                         |  |
|                           | … | …          |          |  |  |       |  |  |                          |  |  |                         |  |
|                           | … | …          |          |  |  |       |  |  |                          |  |  |                         |  |
|                           | … | …          |          |  |  |       |  |  |                          |  |  |                         |  |
| …                         | … |            |          |  |  |       |  |  |                          |  |  |                         |  |
|                           |   | …          | …        |  |  |       |  |  |                          |  |  |                         |  |
|                           |   | …          | …        |  |  |       |  |  |                          |  |  |                         |  |
|                           |   | …          | …        |  |  |       |  |  |                          |  |  |                         |  |
| Beliarda                  |   | …          |          |  |  |       |  |  |                          |  |  |                         |  |
|                           |   | …          | …        |  |  |       |  |  |                          |  |  |                         |  |
|                           |   | …          | …        |  |  |       |  |  |                          |  |  |                         |  |
|                           |   | …          | …        |  |  |       |  |  |                          |  |  |                         |  |
| …                         |   | …          |          |  |  |       |  |  |                          |  |  |                         |  |
|                           |   | …          | …        |  |  |       |  |  |                          |  |  |                         |  |
|                           |   | …          | …        |  |  |       |  |  |                          |  |  |                         |  |
|                           |   | …          | …        |  |  |       |  |  |                          |  |  |                         |  |
|                           |   | …          |          |  |  |       |  |  |                          |  |  |                         |  |

### Fonti primarie
- (LA)  (FR)  Etude sur la chronologie des sires de Bourbon, Xe-XIIIe siecles.
- (LA)  Titres de la maison ducale de Bourbon, tome premier
- (LA)  Fragments du cartulaire de La Chapelle-Aude
- (LA)  Oeuvres complètes de Suger, Vita Ludovici Grossi Regis
- (LA)  Recueil des historiens des Gaules et de la France. Tome 12

### Letteratura storiografica
- (FR)  #ES Histoire du Bourbonnais et des Bourbons qui l'ont possédé, Volume 1.
- (FR)  Germain R. Les sires de Bourbon et le pouvoir : de la seigneurie à la principauté //  Actes des congrès de la Société des historiens médiévistes de l'enseignement supérieur public. № 23, 1992, pp. 195–210.